# Мала Весь (Плоцький повіт)
Мала Весь (пол. Mała Wieś) — село в Польщі, у гміні Мала Весь Плоцького повіту Мазовецького воєводства.
Населення — 1334 особи (2011).
У 1975-1998 роках село належало до Плоцького воєводства.

## Демографія
Демографічна структура станом на 31 березня 2011 року:
|          | Загалом | Допрацездатний вік | Працездатний вік | Постпрацездатний вік |
| -------- | ------- | ------------------ | ---------------- | -------------------- |
| Чоловіки | 673     | 132                | 459              | 82                   |
| Жінки    | 661     | 104                | 394              | 163                  |
| Разом    | 1334    | 236                | 853              | 245                  |